# Gilles Tordjman
Pour les articles homonymes, voir Tordjman.
Œuvres principales
- C'est déjà tout de suite (1998)
- Leonard Cohen (2006)

Gilles Tordjman est un musicologue, journaliste et critique littéraire français né le 31 août 1962 à Paris. 

## Biographie
Après avoir obtenu une maîtrise de philosophie en 1984, il a écrit au Matin de Paris et à l'Express avant de rejoindre Les Inrockuptibles en 1992 où il est éditorialiste durant cinq ans.
En avril 1997, Gilles Tordjman quitte les Inrockuptibles après une polémique au sein de la rédaction à propos du livre de Michel Bounan, L'Art de Céline et son temps qu'il avait défendu. Il rejoint alors L'Événement du jeudi. Par la suite, Gilles Tordjman a également écrit dans Technikart, Jazzman, Jazz Magazine, Épok, Elle ou encore Playboy, Vibrations, Mouvement, et dans la revue en ligne artnet.fr.
Gilles Tordjman a consacré des livres à Duke Ellington et Leonard Cohen ainsi que de nombreux articles à des musiciens de jazz, notamment Django Reinhardt, Chet Baker, Eric Dolphy ou Pascal Comelade.
Il est également critique littéraire, s'intéressant particulièrement à Emmanuel Bove, Henri Calet, Marius Jacob, Jacques Yonnet, Guy Debord ou encore Fernando Pessoa, Sun Tzu et Baltasar Gracián auxquels Gilles Tordjman a consacré de longs articles ou des postfaces lors de rééditions de leurs œuvres.

### Préfaces, postfaces
- Philippe Robert, Rock, pop, éd. Le Mot et le Reste, 2006.
- Baltasar Gracián, L'Homme de cour, Mille et une nuits, 1997. [lire en ligne]
- Fernando Pessoa, Ultimatum, Mille et une nuits, 1996.
- Sun Tzu, L'Art de la guerre, Mille et une nuits, 1996.
- Jonathan Swift, Modeste proposition, Mille et une nuits, 1995.

### Traductions
- Tarquin Hall, Les Aventures d'un bébé journaliste, traduit de l'anglais par Gilles Tordjman, Globe, 2014.
- Steven Levy, L'Éthique des hackers, traduit de l'anglais par Gilles Tordjman, Globe, 2013.
- Norman Cohn, Cosmos, chaos et le monde qui vient, traduit de l'anglais par Gilles Tordjman, Allia, 2000.
- Stan Motjuwadi et David Bristow, Soweto, préface de Johnny Clegg, traduit de l'anglais par Gilles Tordjman, éd. Taillandier, 1990.

## Discographie
- Gilles Tordjman a enregistré avec son collègue des Inrocks Richard Robert une reprise de "Alifib" en hommage à Robert Wyatt. Ce morceau est sur le CD qui accompagne le livre de Jean-Michel Marchetti consacré à Robert Wyatt, MW 3 (éditions Æncrages & Co, 2000).
- Deux morceaux ("Etant donné", "Du soleil au balcon") figurent sur une compilation du label "Ici d'ailleurs" publiée en 1997.
- Gilles Tordjman est crédité comme musicien (concertina chromatique) sur l'album "Nouvelles du Paradis" de Chelsea, en 1993.

## Installation
- En  2001, Gilles Tordjman et Catherine Vasseur exposent "Le Goût du jour", une installation sonore et visuelle, à la Biennale de Lyon.

## Filmographie
- En 2015, Gilles Tordjman joue dans le film de Louis Skorecki, Le Juif de Lascaux[4]. Tordjman apparaît sur le DVD Bird on a wire où il interviewe Leonard Cohen.